# Chanas
Chanas és un municipi francès situat al departament de la Isèra i a la regió d'Alvèrnia-Roine-Alps. L'any 2007 tenia 2.302 habitants.

## Demografia

### Població
El 2007 la població de fet de Chanas era de 2.302 persones. Hi havia 887 famílies de les quals 200 eren unipersonals (106 homes vivint sols i 94 dones vivint soles), 306 parelles sense fills, 340 parelles amb fills i 41 famílies monoparentals amb fills.
La població ha evolucionat segons el següent gràfic:
Habitants censats

### Habitatges
El 2007 hi havia 998 habitatges, 894 eren l'habitatge principal de la família, 36 eren segones residències i 68 estaven desocupats. 825 eren cases i 154 eren apartaments. Dels 894 habitatges principals, 636 estaven ocupats pels seus propietaris, 190 estaven llogats i ocupats pels llogaters i 68 estaven cedits a títol gratuït; 19 tenien una cambra, 34 en tenien dues, 91 en tenien tres, 292 en tenien quatre i 458 en tenien cinc o més. 764 habitatges disposaven pel capbaix d'una plaça de pàrquing. A 372 habitatges hi havia un automòbil i a 439 n'hi havia dos o més.

### Piràmide de població
La piràmide de població per edats i sexe el 2009 era:
| Homes | Edats   | Dones |
| ----- | ------- | ----- |
| 0     | 95 o +  | 0     |
| 0     | 90 a 94 | 4     |
| 4     | 85 a 89 | 4     |
| 20    | 80 a 84 | 16    |
| 48    | 75 a 79 | 32    |
| 32    | 70 a 74 | 36    |
| 52    | 65 a 69 | 68    |
| 44    | 60 a 64 | 72    |
| 76    | 55 a 59 | 44    |
| 44    | 50 a 54 | 64    |
| 60    | 45 a 49 | 48    |
| 52    | 40 a 44 | 60    |
| 92    | 35 a 39 | 80    |
| 72    | 30 a 34 | 80    |
| 84    | 25 a 29 | 64    |
| 32    | 20 a 24 | 52    |
| 56    | 15 a 19 | 48    |
| 64    | 10 a 14 | 72    |
| 52    | 5 a 9   | 68    |
| 40    | 0 a 4   | 80    |

## Economia
El 2007 la població en edat de treballar era de 1.455 persones, 1.055 eren actives i 400 eren inactives. De les 1.055 persones actives 949 estaven ocupades (535 homes i 414 dones) i 107 estaven aturades (32 homes i 75 dones). De les 400 persones inactives 118 estaven jubilades, 112 estaven estudiant i 170 estaven classificades com a «altres inactius».

### Ingressos
El 2009 a Chanas hi havia 887 unitats fiscals que integraven 2.225,5 persones, la mediana anual d'ingressos fiscals per persona era de 19.043 €.

### Activitats econòmiques
Dels 180 establiments que hi havia el 2007, 3 eren d'empreses extractives, 1 d'una empresa alimentària, 1 d'una empresa de fabricació de material elèctric, 3 d'empreses de fabricació d'elements pel transport, 20 d'empreses de fabricació d'altres productes industrials, 30 d'empreses de construcció, 44 d'empreses de comerç i reparació d'automòbils, 10 d'empreses de transport, 14 d'empreses d'hostatgeria i restauració, 2 d'empreses d'informació i comunicació, 6 d'empreses financeres, 10 d'empreses immobiliàries, 19 d'empreses de serveis, 13 d'entitats de l'administració pública i 4 d'empreses classificades com a «altres activitats de serveis».
Dels 43 establiments de servei als particulars que hi havia el 2009, 1 era una oficina de correu, 7 tallers de reparació d'automòbils i de material agrícola, 2 tallers d'inspecció tècnica de vehicles, 1 autoescola, 6 paletes, 6 guixaires pintors, 4 fusteries, 3 lampisteries, 6 electricistes, 1 perruqueria, 1 veterinari i 5 restaurants.
Dels 14 establiments comercials que hi havia el 2009, 1 era un supermercat, 2 grans superfícies de material de bricolatge, 1 una botiga de menys de 120 m², 1 una fleca, 2 carnisseries, 1 una llibreria, 1 una botiga de roba, 1 una botiga d'equipament de la llar, 1 una sabateria, 1 una botiga d'electrodomèstics, 1 un drogueria i 1 una floristeria.
L'any 2000 a Chanas hi havia 35 explotacions agrícoles que ocupaven un total de 399 hectàrees.

## Equipaments sanitaris i escolars
L'únic equipament sanitari que hi havia el 2009 era una farmàcia.
El 2009 hi havia 1 escola maternal i 1 escola elemental.

## Poblacions més properes
El següent diagrama mostra les poblacions més properes.